# Liríope
Segons la mitologia grega, Liríope (en grec antic Λιριόπη) va ser una nimfa filla d'Oceà i de Tetis que, seduïda pel riu Cefís, va ser la mare de Narcís. Liríope va preguntar a l'oracle si el seu fill arribaria a la vellesa i va rebre una, llavors enigmàtica resposta, "si no arriba a conèixer-se".
La seva història està recollida al llibre III de Les Metamorfosis d'Ovidi.